# سارا هاکبی سندرز
سارا هاکِبی سندرز (انگلیسی: Sarah Huckabee Sanders؛ زادهٔ ۱۳ اوت ۱۹۸۲) یک سیاستمدار آمریکایی است که از سال ۲۰۲۳ به عنوان چهل و هفتمین فرماندار آرکانزاس خدمت می‌کند. او دختر فرماندار سابق آرکانزاس و بیست و نهمین سفیر ایالات متحده در اسرائیل
، مایک هاکبی و جانت هاکبی، بانوی اول آرکانزاس است.
او عضو حزب جمهوری‌خواه است و سی‌ویکمین دبیر مطبوعاتی کاخ سفید بود که از سال ۲۰۱۷ تا ۲۰۱۹ در دوران ریاست‌جمهوری دونالد ترامپ خدمت کرد. سندرز سومین زنی بود که به عنوان دبیر مطبوعاتی کاخ سفید منصوب شد. او همچنین به عنوان مشاور ارشد در کارزار انتخاباتی ریاست‌جمهوری ترامپ در سال ۲۰۱۶ فعالیت داشت.

## زندگی
سارا سندرز در ۱۳ اوت ۱۹۸۲ در ایالت آرکانزاس، متولد شد. وی آخرین فرزند و تنها دختر مایک هاکبی، فرماندار سابق آرکانزاس و جانت هاکبی است. او دارای دو برادر، جان مارک و دیوید هاکبی، کارگزار وام مسکن آرکانزاس است. او تحصیلات خود را در دبیرستان لیتل راک آرکانزاس به پایان برد. او در دانشگاه بپتیست اوآچیتا در آرکانزاس، تحصیلات دانشگاهی خود را گذراند و طی آن در سازمان‌های جمهوری‌خواه و دیگر گروه‌های دانشجویی فعال بود.

## فعالیت‌ها
آشنایی سندرز با سیاست از زمان کودکی آغاز شد، زمانی که پدرش برای اولین بار در سال ۱۹۹۲ برای فرماندار آرکانزاس کاندید شد. وی در زمان فرمانداری پدرش در سال ۲۰۰۲ مدیریت هماهنگی‌های میدانی دولت آرکانزاس را بعهده داشت. از دیگر فعالیت‌ها و تجربه او شامل خدمت به عنوان یک ارتباط منطقه‌ای برای امور کنگره در وزارت آموزش و پرورش و همکاری در زمینه انتخابات مجدد پرزیدنت بوش در اوهایو در سال ۲۰۰۴ است.
سارا سندرز به عنوان مدیر سیاسی ملی برای پدرش، مایک هاکبی در ۲۰۰۸ برای رقابت‌های انتخابات ریاست جمهوری خدمت کرده است. همچنین او در مبارزات انتخابی سناتورهای ایالات متحده از آرکانزاس شرکت داشت و در انتخابات سال ۲۰۱۰ جان بوزمن مدیریت انتخاباتی وی را به عهده داشت و به عنوان مشاور تام کاتن در انتخابات ۲۰۱۴ فعالیت کرد.
در سال ۲۰۱۶، پس از مدیریت مبارزات انتخاباتی پدرش، او به عنوان مشاور ارشد برای انتخابات ریاست جمهوری سال ۲۰۱۶ دونالد ترامپ، فعالیت کرد.

## سخنگوی کاخ سفید
سارا سندرز در ۱۹ ژانویه ۲۰۱۷ توسط دونالد ترامپ به عنوان معاون سخنگوی کاخ سفید منصوب شد. در ۵ مه سال ۲۰۱۷، او نخستین جلسه مطبوعاتی خود را در کاخ سفید برگزار کرد. او طی این مدت در برخی نشست‌های مطبوعاتی به جای شان اسپایسر شرکت داشت.
آنتونی اسکاراموچی مدیر جدید ارتباطات کاخ سفید روز جمعه ۲۲ ژوئیه ۲۰۱۷ در نخستین دیدار خبری خود با خبرنگاران در کاخ سفید اعلام کرد که سارا هاکبی سندرز به عنوان سخنگوی جدید کاخ سفید جایگزین شان اسپایسر شده است. سندرز نیز در حضور خبرنگاران پیام تشکر و قدرانی دونالد ترامپ رئیس‌جمهور آمریکا از اسپایسر را خواند و برای وی آرزوی موفقیت کرد. سارا سندرز پیش از این معاون شان اسپایسر بود که در چند هفته اخیر بیشتر نشست‌های خبری روزانه کاخ سفید را برگزار کرده است. سندرز سومین دبیر مطبوعاتی زن کاخ سفید پس از دی دی مایرز و دنا پرینو است.

### اظهارات در مورد ایران
سارا سندرز روز سه‌شنبه ۱۸ ژوئیه در نشست خبری روزانه کاخ سفید در جمع خبرنگاران با متهم کردن ایران به بی‌ثبات کردن منطقه، گفت واشینگتن همچنان در حال بررسی سیاست خود در قبال ایران است. وی گفت دولت آمریکا در حال تدوین یک «راهبرد جامع یکپارچه» در ارتباط با ایران است.
سارا سندرز، سخنگوی کاخ سفید، روز پنجشنبه ۳۰ آذر ۱۳۹۶ در بیانیه‌ای از شورای امنیت سازمان ملل خواسته است ایران را به دلیل نقض مکرر قطعنامه‌های این شورا پاسخگو کند.

## سارا سندرز در نشست خبری
در ۲۷ ژوئن ۲۰۱۷، در جریان نشست مطبوعاتی، سارا ساندرز به رسانه‌ها حمله کرد و آن‌ها را به انتشار اخبار جعلی علیه ترامپ متهم کرد.
در نشست خبری ۱۲ ژوئیه ۲۰۱۷ وی در واکنش به طرح موضوع استیضاح رئیس‌جمهور گفت فکر می‌کنم این کاملاً مسخره است و یک بازی سیاسی به بدترین شکل است.

## زندگی شخصی
سارا سندرز با برین چتفیلد سندرز در تاریخ ۲۵ مه ۲۰۱۰ در جزیره سنت جان در جزایر ویرجین آمریکا ازدواج کرد. برین سندرز به عنوان مشاور رسانه‌ای در انتخابات ریاست جمهوری سال ۲۰۱۶ مایک هاکبی مشغول فعالیت می‌کرد. این زوج سه فرزند دارند.